# Tirma (folyó)
A Tirma (oroszul: Тырма) folyó Oroszország ázsiai részén, a Bureja bal oldali mellékfolyója.

## Földrajz
Hossza: 334 km, vízgyűjtő területe: 15 100 km², évi közepes vízhozama (a torkolattól 12 km-re): 200 m³/s.
A Kis-Hingan-hegységben ered. Felső folyásán hegyi jellegű, lejjebb részben hegyi jellegű folyó. A Bureja felduzzasztásával létesített Burejai-víztározó öblébe torkollik.  
Főként esővíz táplálja. Október végén vagy november elején befagy és április végéig jég borítja. Vízgyűjtő területén hideg és csapadékban szegény a tél, meleg és csapadékos a nyár.
Nagyobb mellékfolyója a jobb oldali Gudzsal, a Szutir és a bal oldali Jaurin.